# Salutjärnen (Rättviks socken, Dalarna, 675788-148021)
Salutjärnen är en sjö i Rättviks kommun i Dalarna och ingår i Dalälvens huvudavrinningsområde. Sjön har en area på 0,073 kvadratkilometer och ligger 222,9 meter över havet. Sjön avvattnas av vattendraget Ljusacksbäcken.

## Delavrinningsområde
Salutjärnen ingår i det delavrinningsområde (675715-147931) som SMHI kallar för Inloppet i Hemra Tvärsen. Medelhöjden är 277 meter över havet och ytan är 14,53 kvadratkilometer. Räknas de 2 avrinningsområdena uppströms in blir den ackumulerade arean 22,19 kvadratkilometer. Ljusacksbäcken som avvattnar avrinningsområdet har biflödesordning 4, vilket innebär att vattnet flödar genom totalt 4 vattendrag innan det når havet efter 298 kilometer. Avrinningsområdet består mestadels av skog (71 procent) och sankmarker (15 procent). Avrinningsområdet har 0,07 kvadratkilometer vattenytor vilket ger det en sjöprocent på 0,4 procent.